# Dysoxylum brachybotrys
Dysoxylum brachybotrys là một loài thực vật có hoa trong họ Meliaceae. Loài này được Merr. mô tả khoa học đầu tiên năm 1925.